# Edgware Road Station (Bakerloo line)
Denne artikel omhandler stationen på Bakerloo line. For stationen på Circle, District og Hammersmith & City lines, se Edgware Road Station. For stationen på Northern line i Edgware, se Edgware Station.
Edgware Road er en London Underground-station i City of Westminster. Den betjenes af Bakerloo line, og ligger mellem Paddington og Marylebone Stationer i takstzone 1. Station er placeret på det nordøstlige hjørne af krydset mellem Edgware Road, Harrow Road og Marylebone Road. Den grænser op til Marylebone Flyover.
Station er tæt på Paddington Waterside, Church Street Market, St Mary's Gardens, Paddington Green Politistation og Hilton London Metropole-hotellet. En identisk navngivet, men adskilt London Underground-station, der betjenes af Circle, District og Hammersmith & City lines, ligger tæt på, syd for Marylebone Road.

## Historie
Edgware Road Station blev åbnet den 15. juni 1907 af Baker Street and Waterloo Railway (BS&WR, nu Bakerloo line), da de forlængede deres bane fra den midlertidige nordlige endestation på Marylebone. Ligesom andre tidlige stationer på banerne ejet af Underground Electric Railways Company of London var stationen tegnet af arkitekt Leslie Green med en okseblodsrød glaseret terracottafacade. BS&WR havde parlamentatisk tilladelse til at fortsætte banen til Paddington Station, men den godkendte rute, der drejede ind under fjerntogsstationen og sluttede under krydset mellem Sussex Gardens og Sussex Place i en sydøstlig retning, egnede sig ikke til selskabets plan om at forlænge mod vest eller nordvest fra Paddington. BS&WR valgte ikke at bygge tunnelerne vest for Edgware Road, mens andre alternativer var drøftet.
I 1908 fandt BS&WR en fælles løsning med North West London Railway (NWLR), om at bygge en dybtliggende jernbane fra Edgware Road Station til Cricklewood via Kilburn. NWLR havde indhentet tilladelse til at bygge en bane langs Edgware Road fra Cricklewood til Marble Arch i 1899, og havde modtaget godkendelse for en yderligere sektion fra Marble Arch til Victoria i 1906, men de kunne ikke finde penge til at bygge banen. Den tilladte NWLR-rute passerede Edgware Road Station og selskaberne søgte om tilladelse i november 1908 for en 757 m lang tunnelsektion, der skulle forbinde BS&WR- og NWLR-tunnelerne. For at benytte BS&WR's eksisterende tilladelse for banen til Paddington blev der bygget et ekstra set perroner på Edgware Road Station for at muliggøre en shuttle service mellem Paddington og Edgware Road. Ordningen blev afvist og banen blev ikke bygget.
I 1911 blev en tilladelse til at bygge en tæt-buet 890 m lang forlængelse til Paddington, som endte i en nordvestlig retning under fjerntogsstationen, modtaget. Arbejdet begyndte i august 1911 og forlængelsen åbnede den 1. december 1913.
Da stationen åbnede var den smalle facade blandt en række butikker, mens bygningerne syd for stationen blev revet ned i 1960'erne for at gøre plads til flyoveren, hvilket har efterladt stationen som den ene af to isolerede bygninger. Oprindeligt havde stationen en udgang til den tilstødende Bell Street. Stationen indeholder kontorlokaler til stationens medarbejder, men disse bliver ikke længere benyttet.
I september 2007 blev der fremsat forslag af London Assemblys medlem Murad Qureshi om at omdøbe stationen til Church Street Market, da dette ville ende forvekslingen med stationens navnesøster.

## Transportforbindelser
London buslinjer 6, 16, 18, 98, 332 og 414 og natlinjer N16, N18 og N98 betjener stationen.